# 마쿠라자키역
마쿠라자키역(일본어: 枕崎駅)은 일본 가고시마현 마쿠라자키시에 위치한 규슈 여객철도 이부스키마쿠라자키 선의 철도역이다. 이 노선의 종착역이며, 단선 승강장 1면 1선의 구조를 갖춘 지상역이다. 이 역에는 '일본 최남단의 시발 · 종착역'의 비석이 설치되어 있다.

## 이용 현황
- 2005년도 - 116명
- 2011년도 - 134명

## 역 주변
- 마쿠라자키 시청
- 마쿠라자키 시립 병원
- 마쿠라자키 어항
- 국도 제225호선
- 국도 제226호선

## 역사
- 1931년 3월 10일 : 난사쓰 철도의 역으로서 개업.
- 1949년 2월 11일 : 역사가 재건되었다.
- 1963년 10월 31일 : 국철 이부스키마쿠라자키 선이 연신 개업해, 2개 노선이 공용하는 역이 되었다.
- 1983년 6월 21일 : 집중호우에 의해 가고시마 교통 마쿠라자키 선 (구. 난사쓰 철도선)이 운휴.
- 1984년 3월 17일 : 가고시마 교통 마쿠라자키 선이 폐지. 국철의 단독역이지만 소유자는 변하지 않음.
- 1987년 4월 1일 : 일본국유철도 분할 민영화에 의해, 규슈 여객철도의 역이 된다.
- 2006년 5월 1일 : 이부스키 방면으로 100m 이설되었다.
- 2009년 12월 26일 : 역 앞 광장에 시영의 관광안내소를 개설.
- 2013년 4월 15일 : 신 역사 완성. 같은 달 28일에 개업.

## 인접 역
| 이부스키마쿠라자키 선             | 이부스키마쿠라자키 선 | 이부스키마쿠라자키 선 |
| --------------------------------- | --------------------- | --------------------- |
| 사쓰마이타시키 가고시마 중앙 방면 | ■ 보통                | 시·종착역             |